# Монумент Конституции
Монумент Конституции Туркменистана (туркм. Türkmenistanyň Konstitusiýa binasy) — облицованный мрамором памятник, посвящённый Конституции Туркменистана. Монумент расположен в Ашхабаде. Общая высота центра составляет — 185 метров, является вторым по высоте сооружением в Туркменистане.
Был воздвигнут в 2008—2011 годах на проспекте Арчабиль, по проекту строительной компании Полимекс. До постройки Ашхабадской телебашни был самым высоким сооружением в Туркменистане.

## История
Фундамент нового монумента был заложен в мае 2008 года, в северной стороне Арчабильского шоссе. Стоимость контракта строительства составила 45 миллионов евро.
18 мая 2011 года при участии Президента Туркменистана Гурбангулы Бердымухамедова состоялась церемония официального открытия Монумента Конституции, приуроченное к празднику Дню возрождения, единства и поэзии Махтумкули Фраги.

## Описание
Представляет собой 185 — метровую четырёхгранную колонну, украшенной со всех сторон туркменскими ковровыми гёлями и увенчанную позолоченным полумесяцем с пятью звёздами — символом единения пяти крупнейших туркменских племен. Нижняя часть монумента представляет собой трехступенчатое 27-метровое основание в виде звезды Огуз-хана и 10-метровой платформой с портиками, каскадами фонтанов и парадными лестницами со всех сторон.
Внутри комплекса располагается музей, конференц-зал, зал заседаний, библиотека, сувенирный магазин и кафетерий.